# Will Ospreay
William Peter Charles Ospreay (n. 7 mai 1993, Londra, Anglia, Regatul Unit) este un wrestler englez. Din noiembrie 2023, el este semnat cu All Elite Wrestling (AEW), unde este fost de două ori campion International AEW. El este, de asemenea, cunoscut pentru perioada sa de opt ani în New Japan Pro-Wrestling (NJPW), unde a obținut diverse titluri, inclusiv IWGP World Heavyweight Championship. Ospreay a luptat anterior pentru compania partenerului NJPW, cu sediul în Regatul Unit, Revolution Pro Wrestling (RevPro), unde este un fost și cel mai longeviv Undisputed British Heavyweight Champion.
Ospreay și-a început cariera prin circuitul independent din Marea Britanie în 2012. În 2016, după ce a fost recomandat de AJ Styles, a început să lucreze cu promoția japoneză NJPW ca parte a diviziei de juniori heavyweight, devenind de trei ori campion IWGP Junior Heavyweight Champion și câștigător al celor mai buni super juniori 2016 și 2019. În 2019, Ospreay a câștigat și centura NEVER Openweight. În același an, Ospreay a participat la G1 Climax, cel mai mare turneu din NJPW. În 2020, a făcut tranziția la divizia heavyweight, unde a câștigat IWGP World Heavyweight Championship. El a fost și câștigătorul New Japan Cup 2021. Ospreay a obținut de două ori IWGP United States Heavyweight Champion fiind și ultimul campion, deoarece titlul a fost dezactivat în decembrie 2023, când Ospreay era la a doua sa domnie.
Înainte de a semna cu AEW, Ospreay se aventurase periodic și în circuitul de wrestling american; a făcut apariții în promoțiile partenerilor NJPW, Total Nonstop Action Wrestling (TNA, cunoscut anterior ca Impact Wrestling) și Ring of Honor (ROH), unde a fost ROH World Television Champion, precum și promoții independente precum Pro Wrestling Guerrilla (PWG) . După ce a făcut apariții în AEW în 2022 și 2023, el a semnat cu compania și s-a alăturat oficial rosterului acesteia după ce contractul său cu NJPW a expirat în februarie 2024.
Ospreay deține recordul pentru cele mai multe meciuri de 5 sau mai multe stele oferite de jurnalistul Dave Meltzer cu un total de 47 de meciuri; el este, de asemenea, unul dintre cei cinci luptători care au luptat două meciuri de cinci stele în aceeași noapte, o performanță pe care a realizat-o la AEW's Worlds End în 2024.